# فرودگاه صحرایی اچ.ای. کلارک مموریال
فرودگاه صحرایی اچ. ای. کلارک مموریال (به انگلیسی: H.A. Clark Memorial Field) یک فرودگاه همگانی است که یک باند فرود آسفالت دارد و طول باند آن ۱۸۲۶ متر است. این فرودگاه در شهر ویلیامز، آریزونا کشور ایالات متحده آمریکا قرار دارد و در ارتفاع ۲۰۳۶ متری از سطح دریا واقع شده‌است.